# Kelindang
Kelindang is een bestuurslaag in het regentschap Bengkulu Tengah van de provincie Bengkulu, Indonesië. Kelindang telt 832 inwoners (volkstelling 2010).